# 豊川市民病院
豊川市民病院（とよかわしみんびょういん）は、愛知県豊川市にある市立の病院である。

## 概要
主に豊川市の急性期医療を担う病院である。
2013年（平成25年）5月1日に移転。5月7日に外来診療を開始した。
施設の老朽化と慢性的な病床不足に悩まされており新築移転を望む声が上がっていたが、2006年（平成18年）8月に同市諏訪地区への新築移転が決定したが、2007年（平成19年）9月の市長選で移転計画見直しを公約とする山脇実氏が当選し白紙になった。豊川公園、地域文化広場、八幡、現在地で建て替えの4候補地から再選考した結果、八幡地区のスズキ豊川工場の敷地の一部に設置することが決定した。
救急医療が縮小した新城市民病院の余波で、更なる病床不足にさらされている。

## 沿革
- 1946年（昭和21年）4月 - 光明町に開院。旧豊川海軍工廠の付属施設だった「豊川海軍共済病院」で使われた設備・備品などを再利用していた。
- 2013年（平成25年）5月 - 八幡町に移転。光明町の跡地は、遠鉄ストアやマツモトキヨシなどが店舗を構える「マチニワとよかわ」として2015年（平成27年）11月にオープン。
- 2019年（令和元年）12月 - これまでの救急受入体制や運用実績が評価され、1階の現救急センター、3階の救急病棟18床とICU（集中治療室）4床部分が、一体的に救命救急センターとして指定された。

## 診療科
- 内科
  - 糖尿内分泌科
  - 腎臓内科
- 外科
  - 一般外科・消化器外科
  - 乳腺・内分泌外科
- 産婦人科
- 精神科
- 整形外科
- 眼科
- 神経内科
- 形成外科
- 耳鼻咽喉科
- 呼吸器内科
- 脳神経外科
- リハビリテーション科
- 消化器内科
- 呼吸器外科
- 放射線科
- 循環器内科
- 小児外科
- 麻酔科
- リウマチ科
- 皮膚科
- 歯科口腔外科
- 小児科
- 泌尿器科

## 施設

### ベット数
- 病床数：計527床
  - 一般：454床
  - 精神：65床
  - 結核：8床

### 売店など
- キャッシュコーナー（JAバンク、豊川信用金庫）
- カフェ・ド・クリエ：ホピタル豊川市民病院（2018年（平成30年）5月28日開店、タリーズコーヒー：豊川市民病院店から変更）
- セブンイレブン：KOYO豊川市民病院店（2018年（平成30年）5月1日開店、ファミリーマート：豊川市民病院店から変更）

## 交通アクセス

### 鉄道
- 名鉄豊川線 八幡駅から徒歩で約5分。

### 路線バス
- 豊鉄バス・豊川市コミュニティバス 「豊川市民病院」バス停
  - 豊鉄バス豊川線：［豊橋駅前 - 豊川体育館前 - 豊川市民病院 - 豊川駅前］
  - 豊鉄バス新豊線：［豊橋駅前 - 豊川体育館前 - 豊川市民病院 - 豊川駅前 - 東名豊川 - 新城市民病院 - 新城富永］
  - 豊川市コミュニティバス豊川国府線：［ゆうあいの里 - 国府駅 - 豊川市民病院 - 文化会館 - 豊川体育館前 - 豊川市役所前 - 豊川駅前］
  - 豊川市コミュニティバス音羽線：［グリーンヒル音羽 - 名電長沢駅 - 音羽支所 - 松並木東 - 国府駅 - 豊川市民病院 - 文化会館 - 豊川体育館前 - 市役所］
  - 豊川市コミュニティバス御津線：［あかね児童館 - 愛知御津駅 - 御津支所 - 国府駅 - 豊川市民病院 - 文化会館 - 豊川体育館前 - 市役所］
  - 豊川市コミュニティバスゆうあいの里小坂井線：［ゆうあいの里 - ぎょぎょランド - 市役所 - 豊川体育館前 - 豊川市民病院 - 小坂井支所 - 伊奈駅萬楽 - 西小坂井駅］